# Demi-plan de Poincaré
Le demi-plan de Poincaré est un sous-ensemble des nombres complexes. Il a permis au mathématicien français Henri Poincaré d'éclairer les travaux du Russe Nikolaï Lobatchevski.

## Le demi-plan de Poincaré (1882)
Le demi-plan de Poincaré est formé par les nombres complexes de partie imaginaire strictement positive. Il fournit un exemple de géométrie non euclidienne, plus précisément de géométrie hyperbolique.

### Géométrie
On considère le demi-plan supérieur :

#### Métrique
On munit le demi-plan supérieur de la métrique :
Cette métrique possède une courbure scalaire constante négative :
On se ramène usuellement au cas d'une courbure unité, c’est-à-dire qu'on choisit : a = 1 pour simplifier les équations.

#### Géodésiques
Les géodésiques sont les demi-droites (au sens euclidien) verticales :  x = cte (en rouge) et les demi-cercles (au sens euclidien) perpendiculaires à l'axe des abscisses : y = 0 (en bleu) :

### Homographies
Le groupe de matrices GL2+(R) agit sur cet espace, par homographies. Plus précisément, soit g un élément de GL2+(R) :
Son action sur un point z du demi-plan est donnée par la transformation de Möbius :

## Dynamique chaotique
Le flot géodésique sur une variété riemannienne à courbure négative est le prototype de système dynamique à temps continu le plus chaotique qui soit. Pour plus de détails, voir la section « Dynamique chaotique » de l'article « Géométrie hyperbolique ».